# Rickenbacker Motor Company

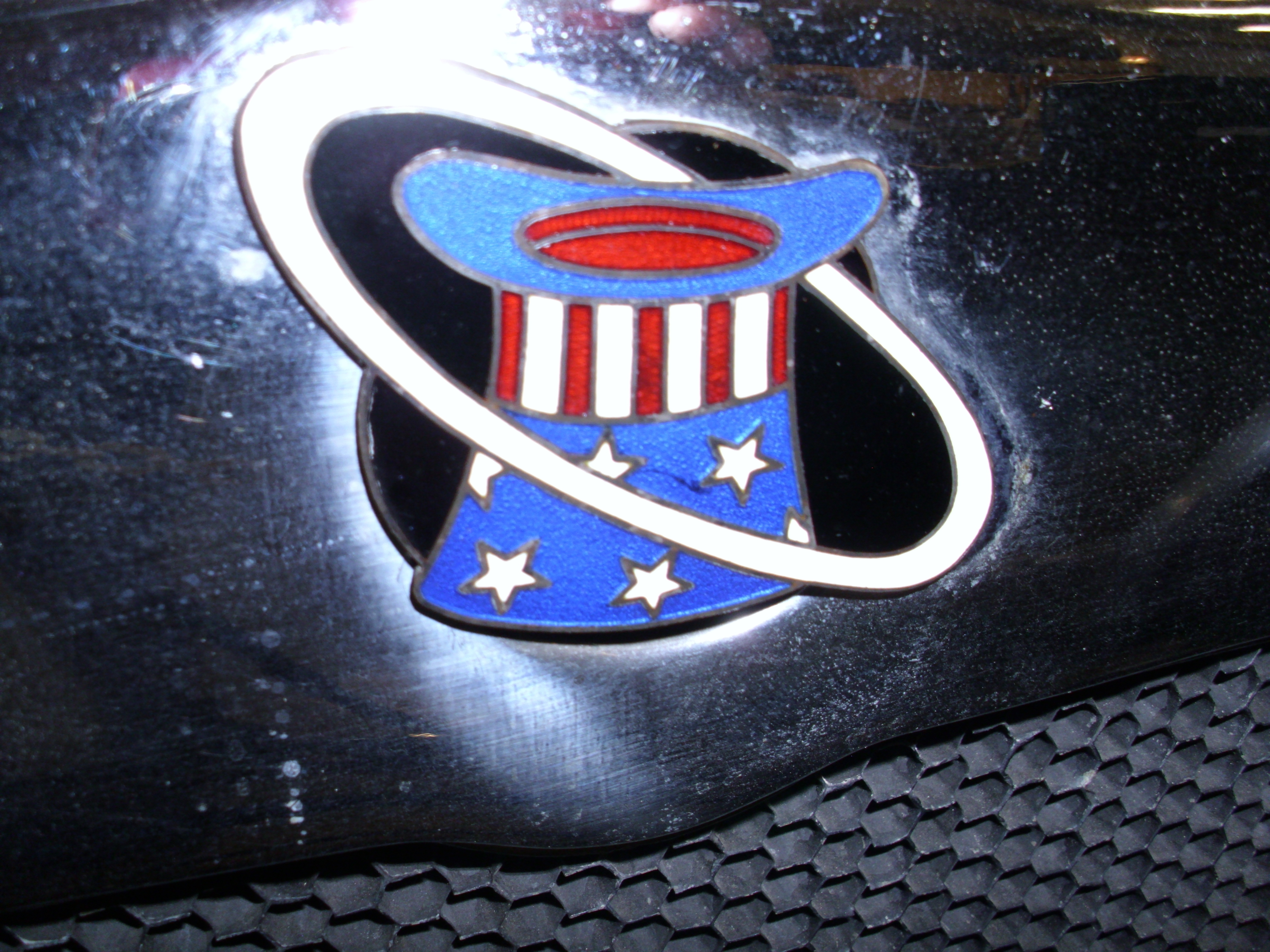
Logo

Die Rickenbacker Motor Company war ein US-amerikanischer Automobilhersteller aus Detroit, der von 1922 bis 1927 existierte. Gründer waren Barney Everitt, William Metzger und Walter Flanders, die vorher die Everitt-Metzger-Flanders Company betrieben hatten, und zusätzlich der bekannte Rennfahrer und Jagdflieger Eddie Rickenbacker.

## Geschichte

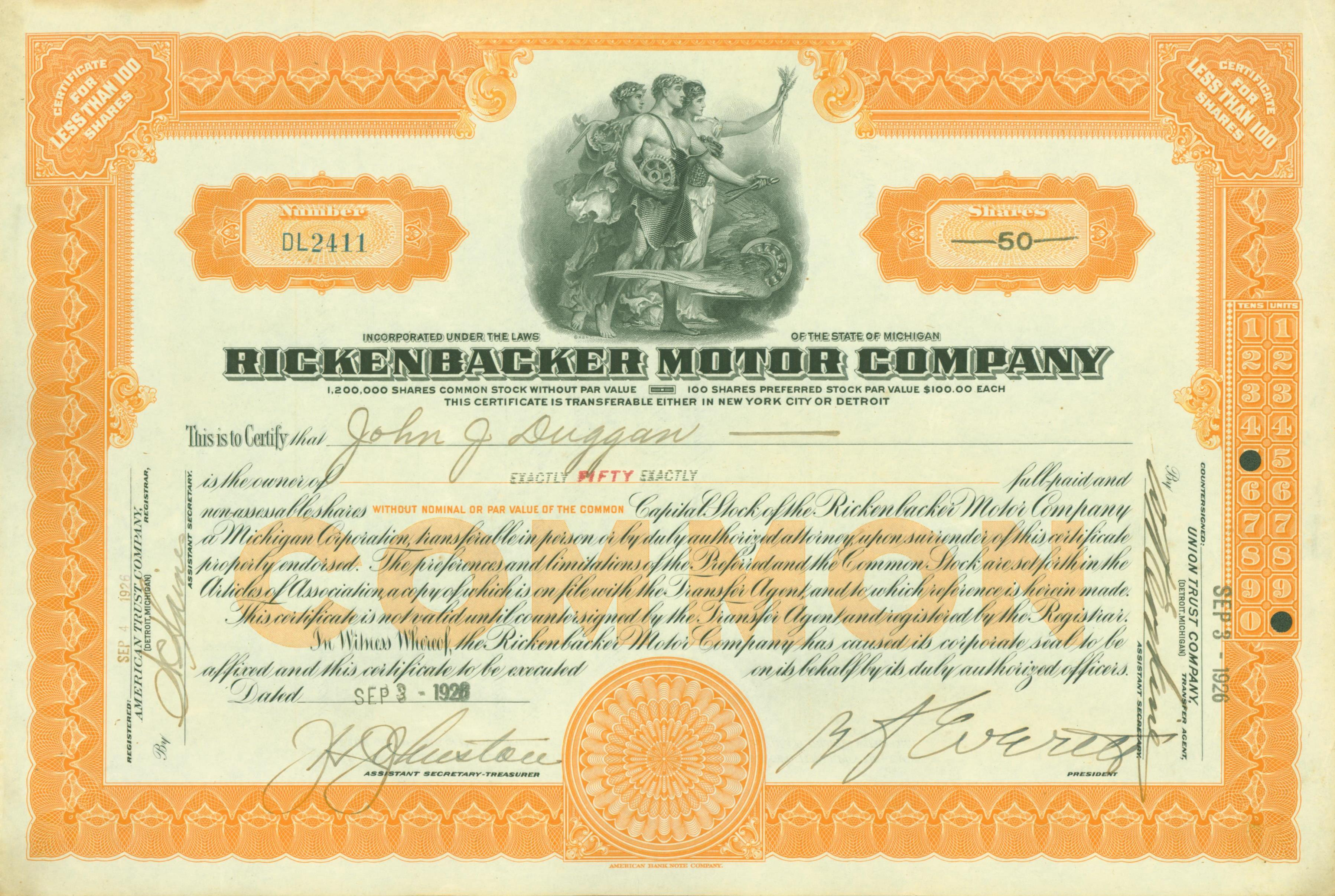
Aktie der Rickenbacker Motor Company vom 3. September 1926

Gegründet 1921, stellte das Unternehmen im Januar 1922 auf der New York Automobile Show den ersten Wagen vor, den Six. Der als viersitziges Coupé, fünfsitziger Tourenwagen oder fünfsitzige Limousine erhältliche Mittelklassewagen war mit einem Reihensechszylindermotor eigener Produktion ausgestattet. Das Aggregat besaß einen Hubraum von 3572 cm³ und leistete 58 bhp (43 kW). Es hatte drei Hauptlager und lief leise und vibrationsarm, weil es an beiden Kurbelwellenenden je ein Schwungrad besaß. Der Hersteller garantierte eine Höchstgeschwindigkeit von 96,5 km/h (60 mph).
Eine Aufsehen erregende Neuerung 1923 waren die Vierradbremsen, die ersten bei einem US-amerikanischen Mittelklassefahrzeug. Duesenberg hatte Bremsen an allen Rädern zwar schon früher angeboten, die Luxuswagen waren für die meisten Amerikaner aber unerschwinglich.
Ein schwerer Schlag für das Unternehmen war der Tod von Flanders bei einem Verkehrsunfall 1924.
1925 brachte Rickenbacker den ersten Achtzylinder, den Eight, heraus, einen seitengesteuerten Reihenmotor mit sieben Hauptlagern und 4391 cm³ Hubraum, der 80 bhp (59 kW) leistete. Neu war auch der Sechszylindermotor mit 3867 cm³, der es auf 68 bhp (50 kW) brachte. Ebenfalls 1925 wurde eine Innovation zur Reinigung des Motoröls eingeführt, der sogenannte Oilrectifier. Hierbei wurden Verunreinigungen durch Destillation entfernt.
Die Verkaufszahlen der Rickenbacker-Automobile waren nie besonders hoch gewesen. Zum Ende des Jahres 1925 wurde die Ertragslage aber so schlecht, dass im Januar 1926 ein Konkursantrag gestellt werden musste. Eddie Rickenbacker verließ das Unternehmen im darauf folgenden September und auch Metzger hatte sich verabschiedet. Der einzig verbleibende Gründer Everitt stellte am 1. Dezember 1926 die Modellpalette für 1927 vor und versprach, noch im alten Jahr 500 Exemplare herzustellen. Sechs- und Achtzylindermotoren waren verstärkt worden und leisteten nun 70–95 bhp (51–70 kW). Im Februar 1927 musste die Firma ihre Tore schließen. Insgesamt entstanden in fünf Jahren rund 34.500 Automobile.
1928 kaufte Jørgen Skafte Rasmussen die Produktionseinrichtungen für die zuletzt gefertigten Sechs- und Achtzylindermotoren auf und ließ sie nach Deutschland transportieren. Dort wollte er unter eigenem Namen eine Motorenfabrik eröffnen, fand aber keine Interessenten unter den deutschen Automobilherstellern, mit Ausnahme der von ihm selbst kurz vorher aufgekauften Audi-Werke. 1929–1932 entstanden 76 Fahrzeuge Audi Typ T mit 3,9 l-R6-Motor und 457 des Typs SS mit 5,1 l-R8-Motor.

## Modelle

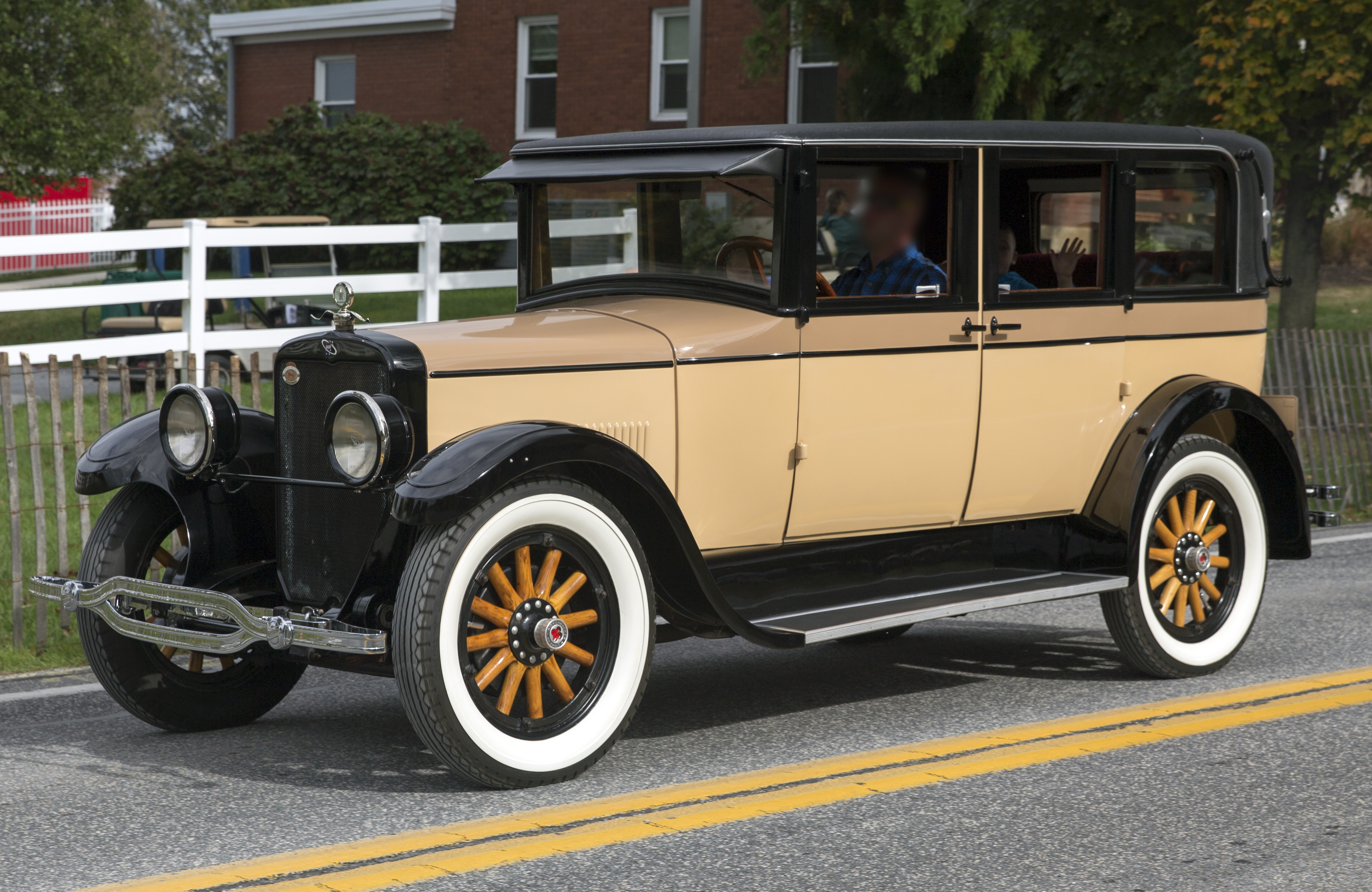
Rickenbacker D6 Sedan von 1925

| Modell      | Bauzeitraum | Zylinder | Leistung       | Radstand |
| ----------- | ----------- | -------- | -------------- | -------- |
| Six / B / C | 1922–1924   | 6 Reihe  | 58 bhp (43 kW) | 2972 mm  |
| C / Six     | 1925–1926   | 6 Reihe  | 68 bhp (50 kW) | 2972 mm  |
| Eight       | 1925–1926   | 8 Reihe  | 80 bhp (59 kW) | 3086 mm  |
| 6-70        | 1927        | 6 Reihe  | 70 bhp (51 kW) | 3010 mm  |
| 8-80        | 1927        | 8 Reihe  | 80 bhp (59 kW) | 3086 mm  |
| 8-90        | 1927        | 8 Reihe  | 95 bhp (70 kW) | 3454 mm  |

## Fertigungszahlen
| Baujahr | Stückzahl |
| ------- | --------- |
| 1922    | 3709      |
| 1923    | 8539      |
| 1924    | 7187      |
| 1925    | 9214      |
| 1926    | ca. 5400  |
| 1927    | ca. 450   |